# Joan Llorenç
|  | Per a altres significats, vegeu «Joan Llorens». |

Joan Llorenç, (València, 1458-1520) és considerat l'ideòleg i fundador de la Revolta de les germanies de València.
Llorenç fou un agermanat del gremi dels paraires. El seu objectiu no era altre que reivindicar activament la restauració del monopoli gremial en la manufactura tèxtil. Formava part de la burgesia local de la ciutat de València i actuà com a primer líder de la revolta i de la Junta dels Tretze.
A la seua mort, el caràcter moderat de la revolta fou substituït per una facció més radical i bèl·lica, encapçalada per Vicent Peris. En aquest procés, la revolta adoptà un canvi d'ideologia, des d'un caràcter reivindicador polític i comercial de la burgesia local, a una revolució de classes generalitzada a tot el Regne de València.